# Okres Bardejov
Bardejov is een district (Slowaaks: Okres) in de Slowaakse regio Prešov. De hoofdstad is Bardejov. Het district bestaat uit 1 stad (Slowaaks: Mesto) en 85 gemeenten (Slowaaks: Obec).

## Steden
- Bardejov

## Lijst van gemeenten
| - Abrahámovce - Andrejová - Bartošovce - Becherov - Beloveža - Bogliarka - Brezov - Brezovka - Buclovany - Cigeľka - Dubinné - Frička - Fričkovce - Gaboltov - Gerlachov - Hankovce - Harhaj - Hažlín - Hertník - Hervartov - Hrabovec - Hrabské - Hutka - Chmeľová - Janovce - Jedlinka - Kľušov - Kobyly - Kochanovce | - Komárov - Koprivnica - Kožany - Krivé - Kríže - Kružlov - Kučín - Kurima - Kurov - Lascov - Lenartov - Lipová - Livov - Livovská Huta - Lopúchov - Lukavica - Lukov - Malcov - Marhaň - Mikulášová - Mokroluh - Nemcovce - Nižná Polianka - Nižná Voľa - Nižný Tvarožec - Oľšavce - Ondavka - Ortuťová - Osikov | - Petrová - Poliakovce - Porúbka - Raslavice - Regetovka - Rešov - Richvald - Rokytov - Smilno - Snakov - Stebnícka Huta - Stebník - Stuľany - Sveržov - Šarišské Čierne - Šašová - Šiba - Tarnov - Tročany - Vaniškovce - Varadka - Vyšná Polianka - Vyšná Voľa - Vyšný Kručov - Vyšný Tvarožec - Zborov - Zlaté |

Okres Bardejov · Okres Humenné · Okres Kežmarok · Okres Levoča · Okres Medzilaborce · Okres Poprad · Okres Prešov · Okres Sabinov · Okres Snina · Okres Stará Ľubovňa · Okres Stropkov · Okres Svidník · Okres Vranov nad Topľou